# Altar für die Seidenraupengöttin

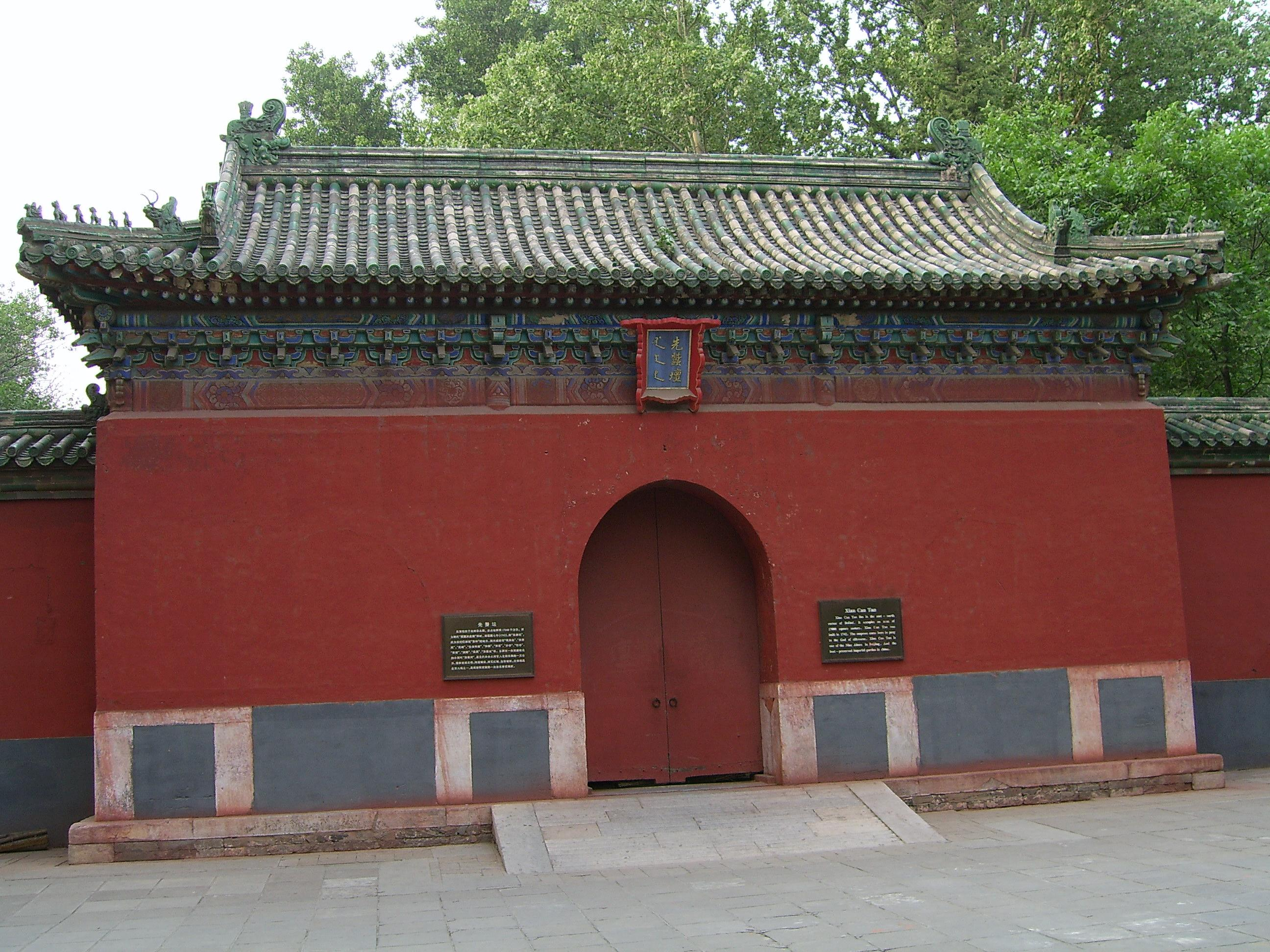
Großes Tor des Xiancantan

Der Altar für die Seidenraupengöttin (先蚕坛,  Xiancantan, englisch Altar to the Goddess of Silkworms) ist eine historische Stätte im Pekinger Beihai-Park. Der Altar liegt in der Nordost-Ecke des Parks nordöstlich des zentralen Sees und ist durch eine Brücke vom Tempel des Drachenkönigs (Longwangmiao) aus zu erreichen. Er wurde 1742 in der Qianlong-Ära der Qing-Dynastie errichtet. An den Altar wurde jedes Jahr im Frühling von der Kaiserin an die Seidenraupengöttin, der Frau des Gelben Kaisers (Huangdi), geopfert. Im Tempel befindet sich heute der Beihai-Kindergarten.